# Aleksej Sjirov

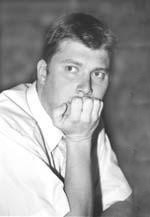
Aleksej Sjirov

Aleksej Sjirov (Lets: Aleksejs Širovs; Riga, 4 juli 1972) is een Spaans schaker van Letse afkomst, met FIDE-rating 2662 in 2021.
In 1990 werd hij grootmeester FIDE (GM). In 1990 miste hij nipt het kandidatentoernooi. In 1998 speelde hij in Cazorla een match tegen Vladimir Kramnik. De winnaar van die match zou om de wereldtitel mogen spelen met wereldkampioen Garri Kasparov. Tegen de verwachtingen in won Sjirov met 5,5-3,5, maar de match tegen Kasparov vond om financiële redenen geen doorgang.
Sjirov staat bekend om zijn aanvallende stijl die overeenkomsten vertoont met landgenoot en oud-wereldkampioen Michail Tal.
- In het "Chess Classic 2004" dat in augustus 2004 werd gespeeld te Mainz, eindigde Sjirov als tweede, achter Viswanathan Anand.
- In oktober 2004 speelde aan het eerste bord van het Spaanse team dat als tiende eindigde op de 36e Schaakolympiade.
- Begin december 2004 speelde hij in Praag een minimatch tegen David Navara; de uitslag was 1½ tegen ½.
- Op het Smartfish Chesstoernooi dat van 27 december 2004 t/m 5 januari 2005 werd gespeeld in Drammen won Sjirov met 6 punten uit 9 ronden.
- Van 25 januari t/m 3 februari 2005 nam hij in Gibraltar deel aan het Gibtelecom Masters, het Gibraltar Chess Festival. Hij was met 7½ uit 10 een van de vijf winnaars, met Levon Aronian, Kiril Georgiev, Zachar Jefimjenko en Emil Sutovsky. Er waren 120 deelnemers.[1]
- Sjirov speelde van 19 t/m 31 maart 2005 mee in het Ambertoernooi.
- Van 9 t/m 17 juli 2005 werd in Edmonton het Canada open 2005 gespeeld dat na de tie-break gewonnen werd door Vasyl Ivantsjoek met 8 punten uit tien ronden. Aleksej Sjirov eindigde eveneens met 8 punten op de tweede plaats.
- Op 11 september 2005 speelde Sjirov mee in het Nordhorner Schaakfestival rapidschaak toernooi en behaalde daar 5 punten uit 7 ronden.

## Boeken
- In 1998 kwam zijn partijenverzameling Fire on the Board: Sjirov's Best games uit.
- In 2005 verscheen zijn tweede boek onder de titel Fire on the Board II.